# Houston (Alaska)
Houston es una ciudad ubicada en el borough de Matanuska-Susitna, Alaska, Estados Unidos. Tiene una población estimada, a mediados de 2021, de 2067 habitantes.

## Geografía
La ciudad está ubicada en las coordenadas 61°36′55″N 149°48′2″O / 61.61528, -149.80056 (61.615303, -149.80061). Según la Oficina del Censo de los Estados Unidos, Houston tiene una superficie total de 65.41 km², de la cual 62.01 km² corresponden a tierra firme y 3.41 km² son agua.

## Demografía
Según el censo de 2020, en ese momento había 1975 personas residiendo en la ciudad. La densidad de población era de 31.85 hab./km². El 82.13% de los habitantes eran blancos, el 0.30% eran afroamericanos, el 5.92% eran nativos de Alaska, el 1.01% eran asiáticos, el 0.30% eran isleños del Pacífico, el 0.51% eran de otras razas y el 9.82% eran de una mezcla de razas. Del total de la población, el 2.08% eran hispanos o latinos de cualquier raza.

## Localidades adyacentes
El siguiente diagrama muestra a las localidades más próximas a Houston.